# Збарский, Феликс-Лев Борисович
Фе́ликс-Лев Бори́сович Зба́рский (12 ноября 1931, Москва, СССР — 22 февраля 2016, Нью-Йорк, США) — советский и американский художник.
Сын биохимика Бориса Збарского (1885—1954), брат биохимика Ильи Збарского (1913—2007); первый муж Лауры Гариковны Саакян (род. 1928; во втором браке Булатовой), актрисы Людмилы Максаковой и манекенщицы Регины Збарской (1935—1987).

## Биография
Феликс-Лев Збарский родился в семье Бориса Ильича Збарского, советского биохимика, бальзамировавшего тело Владимира Ленина, и Евгении Борисовны Перельман. Отец решил назвать сына именем человека, которого он больше всех уважал. Поскольку таких людей было двое: Лев Яковлевич Карпов и Феликс Эдмундович Дзержинский, то сыну дали двойное имя — Феликс-Лев.
В Тюмени Лев проявил интерес к рисованию. Отец нашёл в городе художника, который на протяжении нескольких лет давал мальчику уроки. После школы он поступил в полиграфический институт, где получил специальность художника-графика (иллюстратора книг).
Лев Борисович Збарский как художник, а именно как график, был с самого начала на виду. Прославился птицей на обложке книги Олеши, выход которой в 1956 году вызвал фурор.А. Найман «Роман с Самоваром»
Сергей Довлатов в книге «Соло на ундервуде» писал, что хрущёвская оттепель для него началась именно с рисунков Збарского. А его иллюстрации к Олеше он назвал вершиной совершенства.
Выступил художником-постановщиком нескольких мультипликационных фильмов: «Баня» (1962), «Москвичок» (1963), «Страна Оркестрия» (1964).
В 1972 году эмигрировал в Израиль, оттуда переехал в США.
Анатолий Найман так объяснил причину этого поступка: 
Он эмигрировал, когда имел успех, мастерскую в центре Москвы, дачу в Серебряном Бору, был окружён друзьями, яркими людьми, красивыми женщинами. Просто от скуки, от общей серости жизни, от запертости, запретов, недосягаемости заграницы. Вместо советской предполагаемой карьеры предпочёл тамошние неизвестности, которые зато давали вольность и независимость.
Балерина Майя Плисецкая любила рассказывать про него такую историю: однажды он нарисовал чёрта, а ему сказали, что его чёрт слишком модернистский. Збарский ответил: «Я нарисую реалистично, вы только дайте натуру».
В интервью журналу «Только звёзды» 19 августа 2015 друг Збарского Роман Каплан рассказал о том, что художник тяжело болен, у него рак лёгких 4 стадии. Он живёт в Нью-Йорке, стал затворником, со своим сыном Максимом от актрисы Людмилы Максаковой не общается, как и с внуком Петром.
Умер 22 февраля 2016 года на 85-м году жизни в Нью-Йорке, США.

## Личная жизнь
В начале 1950-х годов женился на Лауре Саакян, студентке Московской консерватории. В этом браке родился сын, названный в честь знаменитого дедушки Борисом. После развода со Збарским Лаура Саакян вышла замуж второй раз, и сын Борис получил фамилию её второго мужа — Булатов. Его внук — Игорь Борисович Булатов (род. 1983), бизнесмен, бывший первый заместитель председателя правительства Коми. Его первая жена — Татевик Карапетян.
В начале 1960-х годов Лев Збарский женился на известной советской манекенщице Регине Збарской. В 1967 году Регина забеременела, но Лев заставил сделать аборт, после потери ребёнка, Лев увлёкся актрисой Марианной Вертинской. А уже после рождения его сына Максима, когда Регина узнала о его рождении она совершила первую попытку самоубийства.  
А затем Лев ушёл к Людмиле Максаковой, которая родила ему сына Максима (род. 1970).  Людмила Максакова и Феликс-Лев Збарский официально поженились, когда их сыну было полтора года. 
Дети Максима Львовича Максакова  — Пётр (род. 1990) — от первого брака, Анна, Василиса - от второго. 
Пётр Максаков женат на Галине Юдашкиной, дочери известного модельера Валентина Юдашкина. Анна в 2022 году вышла замуж за азербайджанского шахматиста Теймура Раджабова.
В 2016 году у Максаковой и Збарского от внука Петра появился первый правнук Анатолий, а в 2018 году — правнук Аркадий, и в 2022 году — правнучка Агата Ариелла.

## Киновоплощения
- Красная королева — Артём Ткаченко, 2015